# 長崎学
長崎学（ながさきがく）とは、地域学の1つ。長崎市を出発点とした、長崎の歴史・文化に関する学問・研究である。2015年の長崎歴史文化基本構想では、9つのキーワードと26のテーマが設定されている。
「長崎学」の言葉を古賀十二郎がはじめて使ったとする説があるが、実際には、長崎県立図書館長だった永島正一がはじめて使った用語である。
研究者の減少が進んでおり、後継者の育成と長崎学の体系化が急務となっている。

## 研究者
- 永山時英
- 武藤長蔵
- 古賀十二郎
- 越中哲也
- 原田博二
- 姫野順一